# Vérvonal (Vámpírnaplók)
A Vérvonal (Bloodlines) a Vámpírnaplók című amerikai sorozat első évadjának tizenegyedik epizódja.

## Epizódismertető
Damon megmenti Elenát a vámpírtól, később a lány elájul és Damon kocsijában tér magához Georgiában. Damon beviszi egy bárba, ahol bemutatja egy barátjának, Bree-nek, aki boszorkány. Damon reméli, hogy a nő elmondja miként lehet kinyitni a sírt a kristály nélkül. A segítség helyett felhívja Lexi barátját, aki Damont tettéért meg akarja ölni, de Elena megmenti őt. Ezután Damon megöli Breet, miután elmondta, hogy nyithatja ki a sírt. Bonnie próbálja legyőzni félelmeit, ebben segít neki Stefan. Jeremy találkozik a könyvtárban egy Anna nevű lánnyal aki vámpírokról beszél neki. Elena Stefantól megtudja, hogy adoptálták. Alaric észreveszi, hogy Damon a városban van.

## Egyéb történések
Ebben az epizódban tudja meg Elena, hogy örökbe fogadták. Damon és Elena között erősebben fellángol valami, utóbbi megmenti a Salvatore fiút, mert azt meg akarják gyilkolni, amiért végzett Lexivel. Damon megtudja, hogy a kristály nélkül , más módszerrel is sikerül felnyitni a sírt. Megtudják, hogy van a városban még egy vámpír, akit elütött a kocsijával Elena. 
Ebben az epizódban tűnik fel először Anna, aki később szerelmes lesz Jeremy-be, és ez kölcsönös. Bonnie kimegy a régi templomhoz, ahol beszakad alatta a föld, és a vámpírsír kapuját pillantja meg, amelyet a boszorkánypecsét zár el a külvilágtól.

## Zenék
- Florence and the Machine – Cosmic Love
- Editors – An End Has A Start
- The Dandelions – On A Mission
- Black Mustang – Between the Devil and the Deep Blue Sea
- The Black Hollies – Can't Stop These Tear (From Falling)
- Hope Sandoval & The Warm Inventions – Trouble
- The Steps – Push
- The Upsidedown – Pepper Spray
- The Stereotypes – The Night Before
- The Dig – Look Inside
- Alex Band – Only One
- Julian Casablancas – Out Of The Blue
- The Bell – Nothing Is Logical